# فرودگاه شهری کریسفیلد
فرودگاه شهری کریسفیلد (به انگلیسی: Crisfield Municipal Airport) یک فرودگاه همگانی است که یک باند فرود چمن و خاک دارد و طول باند آن ۱۰۰۰ متر است. این فرودگاه در کشور ایالات متحده آمریکا قرار دارد و در ارتفاع ۱ متری از سطح دریا واقع شده‌است.